# Jacques Menestrey
Jacques Menestrey, né le 25 juillet 1914 à Paris et mort le 2 mars 1997 à Garges-lès-Gonesse, est un pharmacien, militaire et résistant français, Compagnon de la Libération. Étudiant en pharmacie au début de la Seconde Guerre mondiale, il décide de se rallier à la France libre et sert dans les services de santé lors des combats en Afrique, au Proche-Orient, en Italie et en France.

## Biographie

### Jeunesse et engagement
Fils d'un banquier et d'une brodeuse, Jacques Menestrey naît le 26 juillet 1914 dans le 17e arrondissement de Paris. Après avoir suivi ses études secondaires au lycée Chaptal, il commence des études supérieures à la faculté de pharmacie de Paris qui lui valent d'être sursitaire à son service militaire.

### Seconde Guerre mondiale
Malgré ce sursis, il est appelé sous les drapeaux lors de la mobilisation de 1939. Après avoir participé à la bataille de France et entendu l'appel du général de Gaulle, il décide de poursuivre la lutte. S'étant enfui vers la Bretagne, il embarque à Douarnenez en direction de l'Angleterre. Parvenu jusqu'à Londres, il s'engage dans les forces françaises libres le 20 juin 1940. Affecté au groupement d'ambulance et promu pharmacien-auxiliaire en août suivant, il participe à l'expédition de Dakar en septembre puis à la campagne du Gabon en novembre. Détaché à la 13e demi-brigade de Légion étrangère (13e DBLE), il prend part avec celle-ci à la campagne d'Érythrée au début de l'année 1941 au sein de l'ambulance commandée par Henri Fruchaud puis à la campagne de Syrie à l'été de la même année,. Il est ensuite engagé dans la guerre du désert et combat en Égypte et en Libye où il participe à la bataille de Bir Hakeim en mai et juin 1942. Il prend part à la campagne de Tunisie de novembre 1942 à mai 1943. Pendant ces trois premières année de guerre au sein de la 13e DBLE puis de l'Ambulance chirurgicale légère de la 1re division française libre, il occupe successivement et parfois simultanément les fonctions de chef du service pharmaceutique du ravitaillement, d'aide-opératoire et de bactériologiste.
Le plus souvent engagé en soutien mais désireux d'être rapproché au plus près des combats, il est muté au 1er bataillon médical du corps expéditionnaire français en Italie comme officier ambulancier dans une compagnie de ramassage et participe à la campagne d'Italie. Il fait ensuite partie du débarquement de Provence en août 1944 et participe à la Libération de la France. Faisant preuve d'un grand sang-froid, il s'illustre régulièrement et notamment lors de la bataille de Toulon lors de laquelle, le 23 août 1944, il n'hésite pas à s'exposer au feu ennemi pour placer ses ambulances avancées à La Garde et devant le fort de Sainte-Marguerite. Le 8 octobre 1944, il se distingue à nouveau en pleine bataille des Vosges en s'exposant à nouveau pour reconnaître les itinéraires possibles d'évacuation et en assurant personnellement la sortie de plusieurs blessés avec sa Jeep. Promu pharmacien-lieutenant, il est muté à l'hôpital militaire du Val-de-Grâce et est démobilisé en juillet 1946.

### Après-Guerre
De retour à la vie civile, il poursuit ses études de pharmacien qu'il avait repris en 1945 lors de son affectation au Val-de-Grâce. Son diplôme obtenu, il part pour Madagascar en 1949 et y devient pharmacien d'officine. Jacques Menestrey meurt le 2 mars 1997 à Garges-lès-Gonesse où il est inhumé.

## Décorations
|  |  |  |  |  |  |  |  |  |
|  |  |  |  |  |  |  |  |  |
|  |  |  |  |  |  |  |  |  |

| Commandeur de la Légion d'honneur                                    | Commandeur de la Légion d'honneur                | Commandeur de la Légion d'honneur                | Compagnon de la Libération Par décret du 27 décembre 1945    | Compagnon de la Libération Par décret du 27 décembre 1945    | Compagnon de la Libération Par décret du 27 décembre 1945    | Croix de guerre 1939-1945                                        | Croix de guerre 1939-1945                                        | Croix de guerre 1939-1945                                        |
| Médaille de la Résistance française Avec rosette                     | Médaille de la Résistance française Avec rosette | Médaille de la Résistance française Avec rosette | Croix du combattant volontaire Avec agrafe "Guerre 1939-1945 | Croix du combattant volontaire Avec agrafe "Guerre 1939-1945 | Croix du combattant volontaire Avec agrafe "Guerre 1939-1945 | Médaille coloniale Avec agrafes "Érythrée", "Libye" et "Tunisie" | Médaille coloniale Avec agrafes "Érythrée", "Libye" et "Tunisie" | Médaille coloniale Avec agrafes "Érythrée", "Libye" et "Tunisie" |
| Médaille commémorative des services volontaires dans la France libre |                                                  |                                                  |                                                              |                                                              |                                                              |                                                                  |                                                                  |                                                                  |